# Karel August van Waldeck-Pyrmont
Karel August van Waldeck-Pyrmont (Hanau, 24 september 1704 — Arolsen, 29 augustus 1763) was vorst van Waldeck en graaf van Pyrmont en legeraanvoerder in Nederlandse dienst gedurende de Oostenrijkse Successieoorlog.
Hij was de tweede zoon van Frederik Anton Ulrich van Waldeck-Pyrmont en Louise van Zweibrücken-Birkenfeld. Na de dood van zijn vader en zijn oudste broer Christiaan Philips in 1728 werd hij vorst van Waldeck en Pyrmont.
Een Staats leger onder zijn commando leed in de Oostenrijkse successieoorlog nederlagen bij Fontenoy, Rocoux en Lafelt.
In 1746 werd hij veldmaarschalk van het Heilige Roomse Rijk.

## Huwelijk en kinderen
Karel August huwde op 19 augustus 1741 te Zweibrücken met Christiane Henriëtte van Palts-Zweibrücken (16 november 1725 - 11 februari 1816). Zij was een dochter van Christiaan III van Palts-Zweibrücken hertog van Zweibrücken en Carolina van Nassau-Saarbrücken.
Het echtpaar had zeven kinderen:
- Karel Lodewijk Christiaan (18 juli 1742 - 24 november 1756)
- Frederik Karel August (1743-1812), volgde zijn vader als vorst op
- Christian (6 december 1744 - 24 september 1798), veldmaarschalk in het Portugese leger
- George (1747-1813), prins van Waldeck-Pyrmont, gehuwd met prinses Augusta van Schwarzburg-Sondershausen
- Caroline Louise (14 augustus 1748 - 18 augustus 1782), gehuwd met Peter Biron, laatste hertog van Koerland en Semgallen
- Louise (29 januari 1751 - 17 november 1816), gehuwd met prins Frederik August van Nassau-Usingen
- Lodewijk (16 december 1752 - 14 juni 1793), gesneuveld in de slag om Kortrijk en aldaar begraven.